# Park Seung-hi
Park Seung-hi, född 28 mars 1992, är en sydkoreansk skridskoåkare som varit mest framgångsrik i short track. Hon vann två olympiska guld i Sotji 2014 och har utöver detta tre olympiska brons på meritlistan.
I oktober 2014 meddelades att Park började tävla i hastighetsåkning istället för short track. Hon är uttagen för att delta i olympiska vinterspelen 2018.